# المهندسين (الجيزة)

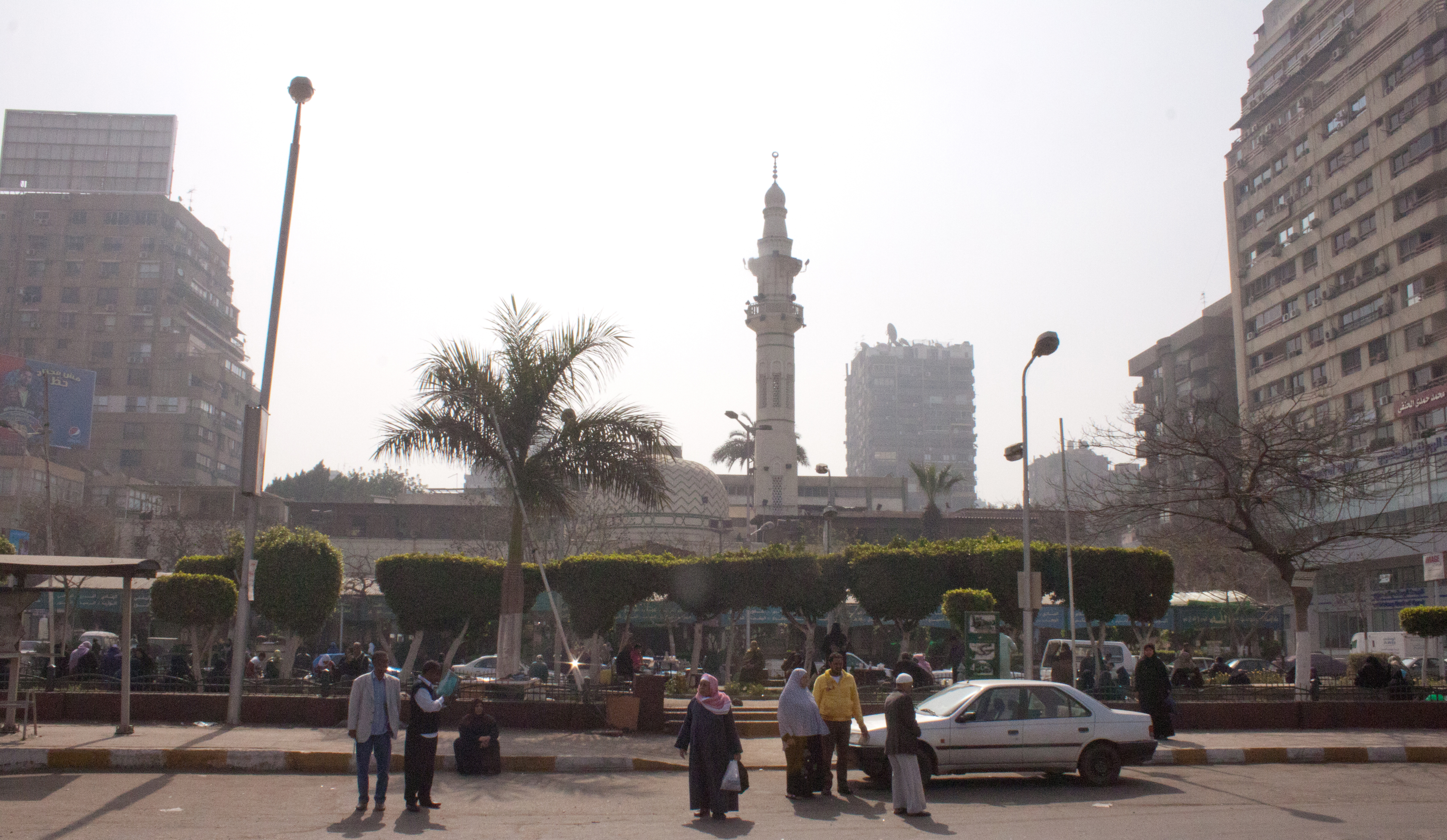
مسجد مصطفى محمود المشرف على ميدان مصطفى محمود من معالم المهندسين

المهندسين هي شياخة من شياخات حي العجوزة الواقعة بمحافظة الجيزة وتعتبر من الأحياء الراقية، وتبلغ مساحته تقريبا 6068 م2.

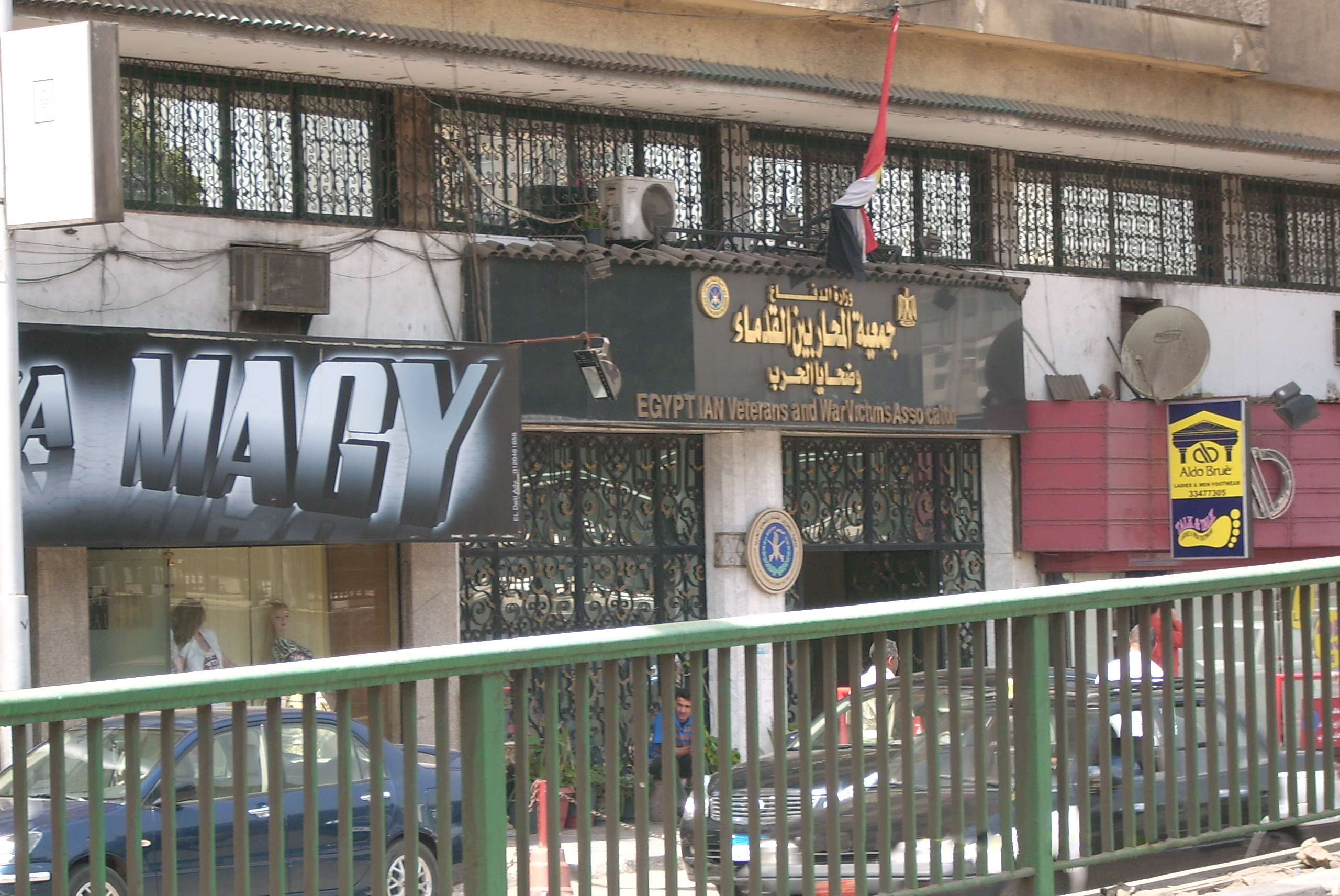
جمعية المحاربين القدماء المصرية.

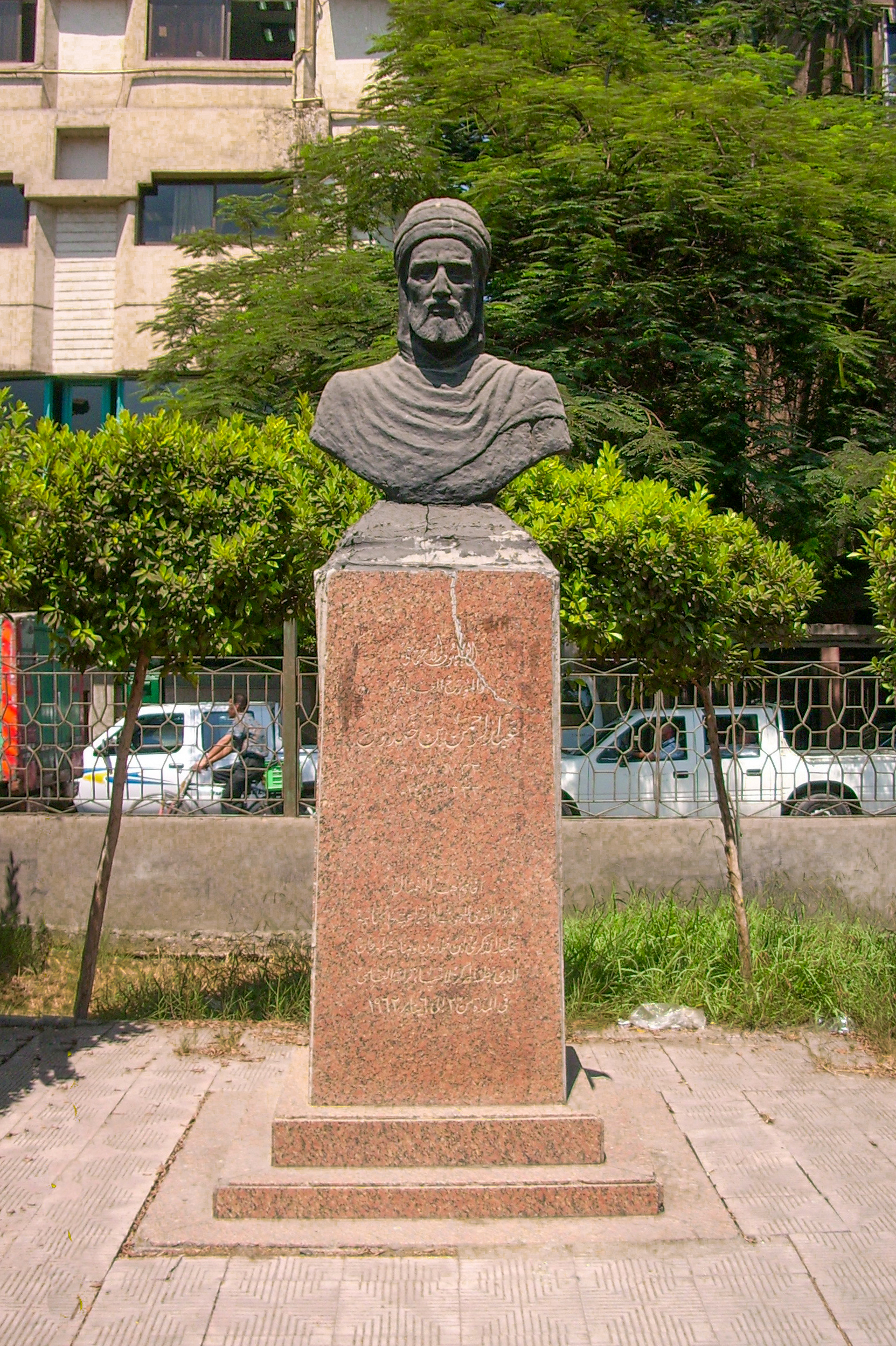
ميدان ابن خلدون.

## تاريخ
أسست وبنيت منطقة المهندسين في أوائل عام 1950م وبنيت على الأراضي الزراعية بالإضافة إلى منطقة كبيرة من الفيلات؛ في عام1970م ازداد عدد سكانها بشكل ملحوظ واختلفت المعالم بهذه المدينة وتحول حى الفيلات إلى مبانى سكنية مملوءة بالسكان وفي العشر سنوات الأخيرة أن المهندسين أصبحت أكثر المناطق تكلفة للعقارات والمبانى وبلغ سعر المتر الواحد 12000ج مصري فيما أعلى وزيادة أسعار عقاراتها يرجع إلى أهم ما يميز تلك المدينة: موقعها المتميز.

## معالم
أولاً: منطقة المهندسين لا توجد بها أي معالم أثرية وتاريخية وعلى الرغم من ذلك فإنها تتمتع بكونها رائدة في مجال المحلات التجارية والمطاعم والمقاهى وقد ارتبط اسم المهندسين باسم منطقة التجارة في جميع المجالات ولها أيضًا امتياز عادي حيث أنها تتمتع بضم أكثر من 200 متجر يعمل يوميًا حوالي 18 ساعة ويوجد بها دور سنيما عديدة.
الشارع الرئيسي هو شارع جامعة الدول العربية ويتفرع من هذا الشارع شوارع عدة وأيضا لا تقل أهمية عنه وفي هذا الشارع مسجد من أشهر مساجد هذه المدينة وهو مسجد مصطفى محمود ويبدأ هذا الشارع من ميدان سفنكس الذي يعتبر من أهم ميادين تللك المدينة ويوجد به سوق للكمبيوتر من أكبر الأسواق في هذا المجال ويتفرع منه ش جامعة الدول أيضًا شارع جزيرة العرب الذي ينتهي بشارع لبنان ومنه إلى ميدان لبنان الذي يوجد به الكثير من البنوك والمحلات أيضا وميدان لبنان لا يقل أهمية عن ميدان سفنكس ويتفرع من ش جامعة الدول أيضا شارع البطل أحمد عبد العزيزالذي يوجد به بنك الدم وشركات كبيرة وكثيرة ومحلات أيضًا وينتهى بميدان ويمبى ويتفرع من ش جامعة الدول أيضًا شارع شهاب ويوجد به مول بلاتينيم وعدد كبير جدًا من محلات الملابس ويتفرع من ش جامعة الدول أيضا شارع محى الدين أبو العز وهذا الشارع يوجد به نادى الصيد وعدد كبير أيضا من المحلات والشركات الكبرى وفي نهاية هذا الشارع يوجد شارع يسمى بشارع السودان. من العلامات البارزة في المهندسين، وخاصة شارع جامعة الدول العربية: سور نادي الزمالك، والبنك التجاري الدولي.

### دور العبادة
تستضيف المهندسين مجموعة متنوعة من السكان الأمر الذي يتطلب عدة مساجد وكنائس.

### نوادى
1. نادي الزمالك
2. نادي الصيد
3. نادي الزراعين
4. نادي الترسانة